# Othmar Tuider
Othmar Franz Tuider (* 2. Juni 1926 in Stegersbach) ist ein österreichischer Militärhistoriker. Von 1981 bis 1989 war er Leiter der Militärwissenschaftlichen Abteilung des Heeresgeschichtlichen Museums in Wien.

## Leben
Tuider stammt aus dem Burgenland. Nach dem Besuch der Oberschule für Jungen in Fürstenfeld war er ab September 1943 Luftwaffenhelfer in und bei Linz. Im Zeitraum von Mai 1942 bis Oktober 1943 absolvierte er eine Segelflugausbildung u. a. an der Reichssegelflugschule Spitzerberg. Von März bis Juni 1944 leistete er Reichsarbeitsdienst. Im August/September 1944 war er an der 7. Bordschützenschule Rippin (Westpreußen) und von September bis November 1944 beim 3. Ausbildungsbataillon 1 der Luftwaffe in Oschatz tätig. Danach nahm er am Vorfliegerischen Lehrgang an der dortigen Luftkriegsschule 3 teil, wo er dann auch bis März 1945 verblieb; er wurde Fahnenjunker. Nach der Auflösung der Einrichtung wurde er in die Stabskompanie des Fallschirmjäger-Regiments 25 versetzt. Er nahm an den Schlachten um die Seelower Höhen und Berlin teil. Aufgrund einer erneuten Verwundung wurde er am Ende des Zweiten Weltkriegs in das später von den Russen übernommene Reserve-Lazarett 114 (Berlin-Schöneberg) verbracht. Nach einer Verlegung nach Frankfurt (Oder) wurde er im Oktober 1945 aus sowjetischer Kriegsgefangenschaft entlassen.
1945/46 nahm er an einem Kurs am Keplergymnasium Graz teil, sodass er danach ein Studium der Philosophie, Geschichte und Geographie an der Karl-Franzens-Universität Graz aufnehmen konnte. Im Jahre 1949 wurde er mit der Osteuropa-Dissertation (Landeskunde, Volkstum) Die Batthyány und das Volk auf ihren Besitzungen des heutigen Südburgenlandes im 19. Jahrhundert, im besonderen die Herrschaft Güssi zum Dr. phil. promoviert. Ab 1951 war er bei der Bundessicherheitswache Wien tätig. 1956 besuchte er die Militärakademie Linz-Ebelsberg und nahm am Sicherungseinsatz des Bundesheeres während der Ungarnkrise teil. 1957 kehrte er zur Polizeidirektion Wien zurück, wo er 1961 Polizeirevierinspektor wurde.
1963 erfolgte die Übernahme in die Heeresverwaltung, wobei er in die Militärwissenschaftliche Abteilung des Bundesministeriums für Landesverteidigung eingeteilt wurde und ein Jahr später rückwirkend wissenschaftlicher Assistent wurde. 1966 erfolgte die Beförderung zum Oberassistenten und die Versetzung in das Generaltruppeninspektorat beim Heeresgeschichtlichen Museum (HGM) in Wien. Nach einer Waffenübung erfolgte 1967 die Ernennung zum Fähnrich der Reserve. 1968 wurde er wissenschaftlicher Rat und 1973 Oberrat. Von 1981 bis 1989 war er als Nachfolger von Anton Legler, ebenfalls Zivilist, Leiter der Militärwissenschaftlichen Abteilung am HGM; 1981 wurde er auch zum Hofrat ernannt. Danach trat er in den Ruhestand.
Von 1974 bis 1996 war er freier Mitarbeiter beim Leopold Stocker Verlag in Graz.

## Schriften (Auswahl)
- mit Johannes Rüling: Die Preussen in Niederösterreich 1866 (= Militärhistorische Schriftenreihe. H. 4). Österreichischer Bundesverlag für Unterricht, Wissenschaft und Kunst, Wien 1966.
- Die Kämpfe im Vorgelände der Fischbacher Alpen. 1945 (= Militärhistorische Schriftenreihe. H. 17).  Österreichischer Bundesverlag für Unterricht, Wissenschaft und Kunst, Wien 1971, ISBN 3-215-73215-7.
- Die Wehrkreise XVII und XVIII. 1938–1945 (= Militärhistorische Schriftenreihe. H. 30). Österreichischer Bundesverlag für Unterricht, Wissenschaft und Kunst, Wien 1975, ISBN 3-215-02103-X.
- (Bearb.): Bibliographie zur Geschichte der Felddivisionen der deutschen Wehrmacht und Waffen-SS 1939–1945. 2 Teile (Teil 1 (1976) bearbeitet mit Anton Legler und Hans-Egon Wittas und Teil 2 (1984)), Heeresgeschichtliches Museum, Wien 1976/84.
- Die Luftwaffe in Österreich 1938–1945 (= Militärhistorische Schriftenreihe. H. 54). Bundesverlag, Wien 1985, ISBN 3-215-05908-8.
- (Mitarb.): Leopold Banny: Dröhnender Himmel, brennendes Land. Der Einsatz der Luftwaffenhelfer in Österreich 1943–1945. ÖBV, Wien 1988, ISBN 3-215-06272-0. (2. Ausgabe 1994)